# Odonskärs kläpparna
Odonskärs kläpparna är en ö i Finland.   Den ligger i kommunen Kimitoön i den ekonomiska regionen  Åboland  och landskapet Egentliga Finland, i den södra delen av landet, 160 km väster om huvudstaden Helsingfors. Arean är 0,19 kvadratkilometer.
Terrängen på Odonskärs kläpparna är mycket platt. Öns högsta punkt är 6 meter över havet. Den sträcker sig 0,5 kilometer i nord-sydlig riktning, och 0,7 kilometer i öst-västlig riktning.